# Drino galii
Drino galii är en tvåvingeart som först beskrevs av Brauer och Julius Edler von Bergenstamm 1891.  Drino galii ingår i släktet Drino och familjen parasitflugor. Arten är reproducerande i Sverige. Inga underarter finns listade i Catalogue of Life.